# Planalto de Monforte
Planalto de Monforte (llamada oficialmente Planalto de Monforte (União das freguesias de Oucidres e Bobadela)) es una freguesia portuguesa del municipio de Chaves, distrito de Vila Real.

## Historia
Fue creada el 28 de enero de 2013 en aplicación de una resolución de la Asamblea de la República de Portugal promulgada el 16 de enero de 2013 con la unión de las freguesias de Bobadela y Oucidres, pasando su sede a estar situada en la antigua freguesia de Oucidres.

## Demografía
| Gráfica de evolución demográfica de Planalto de Monforte entre 2011 y 2021 |
|                                                                            |
| Datos según el nomenclátor publicado por el INE portugués.                 |